# 2008年ベルギーグランプリ
2008年ベルギーグランプリは、2008年F1世界選手権第13戦として、2008年9月5日から9月7日にベルギー・スパで開催された。正式名称は2008 FORMULA1 ING Belgian Grand Prix 

## 予選

### 結果
| 順位 | No | ドライバー               | コンストラクター                 | Q1       | Q2       | Q3       | グリッド |
| ---- | -- | ------------------------ | -------------------------------- | -------- | -------- | -------- | -------- |
| 1    | 22 | ルイス・ハミルトン       | マクラーレン・メルセデス         | 1'46.887 | 1'46.088 | 1'47.338 | 1        |
| 2    | 2  | フェリペ・マッサ         | フェラーリ                       | 1'46.873 | 1'46.391 | 1'47.678 | 2        |
| 3    | 23 | ヘイッキ・コバライネン   | マクラーレン・メルセデス         | 1'46.812 | 1'46.037 | 1'47.815 | 3        |
| 4    | 1  | キミ・ライコネン         | フェラーリ                       | 1'46.960 | 1'46.298 | 1'47.992 | 4        |
| 5    | 3  | ニック・ハイドフェルド   | BMWザウバー                      | 1'47.419 | 1'46.311 | 1'48.315 | 5        |
| 6    | 5  | フェルナンド・アロンソ   | ルノー                           | 1'47.154 | 1'46.491 | 1'48.504 | 6        |
| 7    | 10 | マーク・ウェバー         | レッドブル・ルノー               | 1'47.270 | 1'46.814 | 1'48.736 | 7        |
| 8    | 4  | ロバート・クビサ         | BMWザウバー                      | 1'47.093 | 1'46.494 | 1'48.763 | 8        |
| 9    | 14 | セバスチャン・ブルデー   | トロ・ロッソ・フェラーリ         | 1'46.777 | 1'46.544 | 1'48.951 | 9        |
| 10   | 15 | セバスチャン・ベッテル   | トロ・ロッソ・フェラーリ         | 1'47.152 | 1'46.804 | 1'50.319 | 10       |
| 11   | 11 | ヤルノ・トゥルーリ       | トヨタ                           | 1'47.400 | 1'46.949 |          | 11       |
| 12   | 6  | ネルソン・ピケJr.        | ルノー                           | 1'47.052 | 1'46.965 | 12       |          |
| 13   | 12 | ティモ・グロック         | トヨタ                           | 1'47.359 | 1'46.995 | 13       |          |
| 14   | 9  | デビッド・クルサード     | レッドブル・ルノー               | 1'47.132 | 1'47.018 | 14       |          |
| 15   | 7  | ニコ・ロズベルグ         | ウィリアムズ・トヨタ             | 1'47.503 | 1'47.429 | 15       |          |
| 16   | 17 | ルーベンス・バリチェロ   | ホンダ                           | 1'48.153 |          | 16       |          |
| 17   | 16 | ジェンソン・バトン       | ホンダ                           | 1'48.211 | 17       |          |          |
| 18   | 20 | エイドリアン・スーティル | フォース・インディア・フェラーリ | 1'48.226 | 18       |          |          |
| 19   | 8  | 中嶋一貴                 | ウィリアムズ・トヨタ             | 1'48.268 | 19       |          |          |
| 20   | 21 | ジャンカルロ・フィジケラ | フォース・インディア・フェラーリ | 1'48.447 | 20       |          |          |

## 決勝

### 展開
スタートではハミルトンがポールから首位を維持した。しかし、ハミルトンは2周目のラソースでスピンを喫し、替わってライコネンが首位に立った。序盤の接触により、フォースインディアのジャンカルロ・フィジケラは緊急のピットインを強いられ、早くもこの時点で大きなハンデを背負うことになったが、この時点でリタイヤ車はなかった。レースはライコネンとハミルトンが首位を争う展開となったが、終盤に雨が降り出し、残り3周のバスストップシケインをカットしながらハミルトンがライコネンをオーバーテイク。一度はライコネンを前に出すも、ハミルトンがその次のラソースで再びトップに立つ。
滑る路面でその後もこの二人はコースを外しそうになりながら激しい争いをするが、残り2周、ライコネンはコースのウォールに突っ込みリタイヤ(18位完走扱い)。これにより2004、2005、2007年に続くスパ-フランコルシャン4連覇の望みは絶たれた。レースは何とかハミルトンが優勝し、マッサがそれに続く2位。3位には残り2周でピットインし、タイヤ交換を行ったBMWザウバーのハイドフェルドが入った。同様にルノーのアロンソもウェットタイヤに変更して4位につけた。
トロロッソのセバスチャン・ブルデーは一時は表彰台を狙える位置にいながらもウェットタイヤに履き替えたBMWザウバーに抜かれ7位に転落。それでも開幕戦オーストラリアGP以来となるポイントを獲得した。
ハミルトンはトップでチェッカーを受けたが、レース終盤でのライコネンとの攻防が問題視された。結局レースタイムに25秒加算のペナルティを受け、ハミルトンは3位に後退。これにより、ハミルトンとマッサのポイント差が2ポイントに縮まった。このペナルティにはマクラーレンが抗議したが順位は変わらず、ポイントリーダーのハミルトンと、それを追うマッサのポイント差は、「2」に縮まることになった。
またトヨタのティモ・グロックが8位でフィニッシュしていたがこちらも黄旗中に他者をオーバーテイクしたとして9位にダウン。レッドブルのマーク・ウェバーが8位に繰り上がった。

### 結果
| 順位 | No | ドライバー               | コンストラクター                 | 周回 | タイム／リタイヤ | グリッド | ポイント |
| ---- | -- | ------------------------ | -------------------------------- | ---- | ---------------- | -------- | -------- |
| 1    | 2  | フェリペ・マッサ         | フェラーリ                       | 44   | 1:22'59.394      | 2        | 10       |
| 2    | 3  | ニック・ハイドフェルド   | BMWザウバー                      | 44   | +9.383           | 5        | 8        |
| 3    | 22 | ルイス・ハミルトン       | マクラーレン・メルセデス         | 44   | +10.539          | 1        | 6        |
| 4    | 5  | フェルナンド・アロンソ   | ルノー                           | 44   | +14.478          | 6        | 5        |
| 5    | 15 | セバスチャン・ベッテル   | トロ・ロッソ・フェラーリ         | 44   | +14.576          | 10       | 4        |
| 6    | 4  | ロバート・クビサ         | BMWザウバー                      | 44   | +15.037          | 8        | 3        |
| 7    | 14 | セバスチャン・ブルデー   | トロ・ロッソ・フェラーリ         | 44   | +16.735          | 9        | 2        |
| 8    | 10 | マーク・ウェバー         | レッドブル・ルノー               | 44   | +42.776          | 7        | 1        |
| 9    | 12 | ティモ・グロック         | トヨタ                           | 44   | +1'07.045        | 13       |          |
| 10   | 23 | ヘイッキ・コバライネン   | マクラーレン・メルセデス         | 43   | ギアボックス     | 3        |          |
| 11   | 9  | デビッド・クルサード     | レッドブル・ルノー               | 43   | +1 Lap           | 14       |          |
| 12   | 7  | ニコ・ロズベルグ         | ウィリアムズ・トヨタ             | 43   | +1 Lap           | 15       |          |
| 13   | 20 | エイドリアン・スーティル | フォース・インディア・フェラーリ | 43   | +1 Lap           | 18       |          |
| 14   | 8  | 中嶋一貴                 | ウィリアムズ・トヨタ             | 43   | +1 Lap           | 19       |          |
| 15   | 16 | ジェンソン・バトン       | ホンダ                           | 43   | +1 Lap           | 17       |          |
| 16   | 11 | ヤルノ・トゥルーリ       | トヨタ                           | 43   | +1 Lap           | 11       |          |
| 17   | 21 | ジャンカルロ・フィジケラ | フォース・インディア・フェラーリ | 43   | +1 Lap           | 20       |          |
| 18   | 1  | キミ・ライコネン         | フェラーリ                       | 42   | +2 Laps          | 4        |          |
| Ret  | 17 | ルーベンス・バリチェロ   | ホンダ                           | 19   | ギアボックス     | 16       |          |
| Ret  | 6  | ネルソン・ピケJr.        | ルノー                           | 13   | アクシデント     | 12       |          |

- Car No.22はシケインのショートカットをした事によるアドバンテージを利用し、Car No.1をオーバーテイクしたと判断され、レースタイムに25秒加算ペナルティ。
- Car No.12はイエローフラッグ区間での追い越し違反により、レースタイムに25秒加算ペナルティ。